# Ludwig Philipp von Röbel
Ludwig Philipp von Röbel (* 1707; †  21. September 1761 bei Katzenberg) war ein preußischer Generalmajor, Chef des Infanterieregiments S 55 und Ritter des Pour le Mérite.

## Leben

### Herkunft
Seine Eltern waren Hans Joachim von Röbel und Johanna Maria von Götzen. Der Vater seiner Schwägerin war der kursächsische General und Gouverneur von Wittenberg Christian Dietrich von Röbel.

### Militärkarriere
Röbel trat daher in sächsische Dienste und kämpfte als Major im Kursächsischen Infanterieregiment No. 8 1745 in der Schlacht bei Soor. 1751 wurde er Oberstleutnant.
Nachdem die Sachsen in Pirna kapitulierten, ging Röbel in preußische Dienste. 1760 übernahm er das
Infanterieregiment S 55, das ursprünglich aus sächsischen Gefangenen gebildet wurde. 1761 wurde das Regiment in das Lager bei Katzenberg (damals auch Katzenhäuser genannt) einquartiert. Dort erkrankte Röbel an der Ruhr und starb am 21. September 1761.